# باول جورمان (لاعب كرة قدم)
باول جورمان (بالإنجليزية: Paul Gorman)‏ (18 سبتمبر 1968 في المملكة المتحدة - ) هو لاعب كرة قدم بريطاني في مركز الهجوم. لعب مع تشارلتون أثلتيك ونادي دونكاستر روفرز ونادي فيشر أثليتيك وويلينج يونايتد.

## وصلات خارجية
- باول جورمان على موقع قاعدة بيانات كرة القدم.إي يو (الإنجليزية)